# Tavole domenicali di Thimble Theatre (Popeye)
Elenco delle pubblicazioni delle tavole domenicali di Thimble Theatre aventi come protagonista il personaggio di Braccio di Ferro e suoi comprimari, realizzate da Elzie Crisler Segar e in seguito da Doc Winner, Tom Sims e Bela Zaboly.
I dati sono tratti dalla collana Popeye edita da La Gazzetta dello Sport, curata da Luca Boschi e composta da 60 albi brossurati ed uscita in edicola con cadenza settimanale tra il 2017 e il 2018 e dalla collana Braccio di Ferro  edita dall'Editoriale Cosmo sempre curata da Luca Boschi attualmente in edicola con cadenza mensile da novembre 2020.

## Elzie Crisler Segar
- GDS: Popeye, Gazzetta dello Sport
- BDF: Braccio di Ferro, Editoriale Cosmo

| Data pubblicazione                   | Tavole | Titolo italiano                                                | Pubblicazioni italiane                                    |
| ------------------------------------ | ------ | -------------------------------------------------------------- | --------------------------------------------------------- |
| 25 gennaio 1925                      | 1      | Il nuovo commesso                                              | - GDS12                                                   |
| 1º febbraio 1925 - 15 febbraio 1925  | 3      | Castor, dammi la mazza!                                        | - GDS40                                                   |
| 22 febbraio 1925                     | 1      | Castor Oyl pescatore                                           | - GDS40                                                   |
| 2 marzo 1930                         | 1      | Una sorpresa per Aroldo                                        | - GDS53                                                   |
| 9 marzo 1930                         | 1      | La "fencia guelcia" dei sette mari                             | - GDS53                                                   |
| 16 marzo 1930                        | 1      | Fiorellino campestre                                           | - GDS53                                                   |
| 23 marzo 1930                        | 1      | Stasera si balla!                                              | - GDS53                                                   |
| 30 marzo 1930                        | 1      | Arte istantanea                                                | - GDS53                                                   |
| 6 aprile 1930 - 6 luglio 1930        | 14     | Una gran pugile                                                | - GDS53                                                   |
| 13 luglio 1930                       | 1      | Dagli allo scocciatore!                                        | - GDS54                                                   |
| 20 luglio 1930 - 3 agosto 1930       | 3      | I primi approcci di Braccio di Ferro con Olivia                | - GDS54                                                   |
| 10 agosto 1930 - 17 agosto 1930      | 2      | Questo incontro non s'ha da fare!                              | - GDS54                                                   |
| 24 agosto 1930                       | 1      | La palestra di Castor                                          | - GDS54                                                   |
| 31 agosto 1930                       | 1      | Notte a casa Oyl                                               | - GDS54                                                   |
| 7 settembre 1930                     | 1      | Addio al mondo?                                                | - GDS54                                                   |
| 14 settembre 1930 - 26 ottobre 1930  | 7      | Quel carissimo, irascibile, rissoso e geloso Braccio di Ferro! | - GDS55                                                   |
| 2 novembre 1930                      | 1      | A scuola di educazione                                         | - GDS55                                                   |
| 9 novembre 1930 - 4 gennaio 1931     | 9      | Di nuovo sul ring                                              | - GDS55                                                   |
| 11 gennaio 1931 - 17 maggio 1931     | 19     | senza titolo                                                   | - GDS56                                                   |
| 24 maggio 1931                       | 1      | Nella bettolla di Bettolacci                                   | - GDS57                                                   |
| 31 maggio 1931                       | 1      | La furia del signor Kingo                                      | - GDS57                                                   |
| 7 giugno 1931                        | 1      | La matematica è un'opinione                                    | - GDS57                                                   |
| 14 giugno 1931                       | 1      | Metti una sera a cena…                                         | - GDS57                                                   |
| 21 giugno 1931                       | 1      | Brutte compagnie                                               | - GDS57                                                   |
| 28 giugno 1931 - 26 luglio 1931      | 5      | Braccio di Ferro contro Kid Morsa                              | - GDS57                                                   |
| 2 agosto 1931 - 16 agosto 1931       | 3      | Per un pugno di pugni                                          | - GDS57                                                   |
| 23 agosto 1931                       | 1      | "Amore" vorrebbe dir "gelosia"                                 | - GDS57                                                   |
| 30 agosto 1931                       | 1      | Braccio di Ferro contro Joe Vinaccio                           | - GDS57                                                   |
| 6 settembre 1931 - 13 settembre 1931 | 2      | Avventure al parco                                             | - GDS57                                                   |
| 20 settembre 1931 - 15 novembre 1931 | 9      | Braccio di Ferro contro Johnny Muscolo                         | - GDS57                                                   |
| 22 novembre 1931                     | 1      | Un nido per i piccioncini                                      | - GDS57                                                   |
| 29 novembre 1931                     | 1      | Più gelatine per tutti!                                        | - GDS57                                                   |
| 6 dicembre 1931                      | 1      | L'anciuga mangia uomini                                        | - GDS57                                                   |
| 13 dicembre 1931                     | 1      | Sfida mortale                                                  | - GDS57                                                   |
| 20 dicembre 1931                     | 1      | Lizzy scalmanini                                               | - GDS57                                                   |
| 27 dicembre 1931 - 10 gennaio 1932   | 4      | Braccio di Ferro contro tutti                                  | - GDS57                                                   |
| 24 gennaio 1932 - 21 febbraio 1932   | 5      | Galeotto fu il marinaio…                                       | - GDS58                                                   |
| 28 febbraio 1932                     | 1      | Niente è come gli spinaci!                                     | - GDS58                                                   |
| 6 marzo 1932                         | 1      | Concorso di bellezza                                           | - GDS56                                                   |
| 13 marzo 1932 - 20 marzo 1932        | 2      | Contestazione politica                                         | - GDS56                                                   |
| 27 marzo 1932                        | 1      | Insulticare non sta bene                                       | - GDS56                                                   |
| 3 aprile 1932                        | 1      | Ogni promessa è un debito                                      | - GDS56                                                   |
| 10 aprile 1932                       | 1      | Un attaccabrighe                                               | - GDS56                                                   |
| 17 aprile 1932                       | 1      | Invito a pranzo                                                | - GDS56                                                   |
| 24 aprile 1932 - 1º maggio 1932      | 2      | Braccio di Ferro contro… "due bracci" di Ferro!                | - GDS56                                                   |
| 8 maggio 1932                        | 1      | Braccio di Ferro contro Enrico                                 | - GDS56                                                   |
| 15 maggio 1932                       | 1      | Questione di sigari                                            | - GDS56                                                   |
| 22 maggio 1932                       | 1      | Cena per tre                                                   | - GDS56                                                   |
| 29 maggio 1932 - 24 luglio 1932      | 9      | Tutto il mondo è difficile                                     | - GDS59                                                   |
| 31 luglio 1932                       | 1      | Una buona azione                                               | - GDS59                                                   |
| 7 agosto 1932                        | 1      | Una scarpa vecchia                                             | - GDS59                                                   |
| 14 agosto 1932                       | 1      | Il concorso di bellezza                                        | - GDS59                                                   |
| 21 agosto 1932                       | 1      | Una bella sculacciata                                          | - GDS59                                                   |
| 28 agosto 1932                       | 1      | Ancora panini a credito                                        | - GDS59                                                   |
| 4 settembre 1932                     | 1      | Ora dico una poesia                                            | - GDS59                                                   |
| 11 settembre 1932                    | 1      | Uno spettacolo di verità                                       | - GDS59                                                   |
| 18 settembre 1932                    | 1      | Una bella festa!                                               | - GDS59                                                   |
| 25 settembre 1932                    | 1      | La gemma dell'oceano                                           | - GDS59                                                   |
| 2 ottobre 1932                       | 1      | Come ti istruisco il papà                                      | - GDS59                                                   |
| 9 ottobre 1932                       | 1      | Maledette cipolle!                                             | - GDS59                                                   |
| 16 ottobre 1932                      | 1      | L'oste spompato                                                | - GDS60                                                   |
| 23 ottobre 1932                      | 1      | La cura contro le risse                                        | - GDS60                                                   |
| 30 ottobre 1932 - 6 novembre 1932    | 2      | Per un pungo di mosche                                         | - GDS60                                                   |
| 13 novembre 1932 - 20 novembre 1932  | 2      | Bobby, Puggy e gli spinaci                                     | - GDS60                                                   |
| 27 novembre 1932                     | 1      | Omini e topi (e panini)                                        | - GDS60                                                   |
| 4 dicembre 1932                      | 1      | L'oceano!                                                      | - GDS60                                                   |
| 11 dicembre 1932                     | 1      | A ripetizione da Braccio di Ferro                              | - GDS60                                                   |
| 18 dicembre 1932                     | 1      | All'ospedale!                                                  | - GDS60                                                   |
| 25 dicembre 1932                     | 1      | Questo sposarizio non s'ha da fare!                            | - GDS60                                                   |
| 1º gennaio 1933                      | 1      | L'eredità di Poldo                                             | - GDS1                                                    |
| 8 gennaio 1933                       | 1      | Un cane al desco                                               | - GDS1                                                    |
| 15 gennaio 1933 - 5 febbraio 1933    | 4      | Pugilato da osteria                                            | - GDS1                                                    |
| 12 febbraio 1933                     | 1      | Una bella ramanzina                                            | - GDS1                                                    |
| 19 febbraio 1933 - 5 marzo 1933      | 3      | La mamma di Poldo                                              | - GDS1                                                    |
| 12 marzo 1933                        | 1      | Lo spasimante di Olivia                                        | - GDS1                                                    |
| 19 marzo 1933                        | 1      | Un nuovo cliente                                               | - GDS1                                                    |
| 26 marzo 1933                        | 1      | Addosso a... chi?                                              | - GDS1                                                    |
| 2 aprile 1933                        | 1      | Uno scherzo per Poldo                                          | - GDS1                                                    |
| 9 aprile 1933                        | 1      | Una crociata contro Poldo                                      | - GDS1                                                    |
| 16 aprile 1933 - 23 aprile 1933      | 2      | Un brutto esaurimento                                          | - GDS1                                                    |
| 30 aprile 1933 - 7 maggio 1933       | 2      | Potenza della musica!                                          | - GDS2                                                    |
| 14 maggio 1933 - 28 maggio 1933      | 2      | Il nuovo oste                                                  | - GDS2                                                    |
| 4 giugno 1933                        | 1      | Un aperitivo speciale                                          | - GDS2                                                    |
| 11 giugno 1933 - 9 luglio 1933       | 5      | Il grande incontro                                             | - GDS2                                                    |
| 16 luglio 1933                       | 1      | Soddisfazioni... interiori                                     | - GDS2                                                    |
| 23 luglio 1933                       | 1      | All'acquario con Poldo                                         | - GDS                                                     |
| 30 luglio 1933 - 13 agosto 1933      | 3      | Una concupita cameriera                                        | - GDS3                                                    |
| 20 agosto 1933                       | 1      | La patata e lo zio Lillo                                       | - GDS3                                                    |
| 27 agosto 1933                       | 1      | Scherzi e mandibole                                            | - GDS3                                                    |
| 3 settembre 1933 - 10 settembre 1933 | 2      | Braccio di ferro contro Squeezo Spiezzinski                    | - GDS3                                                    |
| 17 settembre 1933                    | 1      | Poldo all'acquario, si replica!                                | - GDS3                                                    |
| 24 settembre 1933                    | 1      | Cosa non si fa per un panino!                                  | - GDS3                                                    |
| 1º ottobre 1933                      | 1      | Una mucca per Poldo                                            | - GDS3                                                    |
| 8 ottobre 1933                       | 1      | La trattoria di Braccio di Ferro                               | - GDS3                                                    |
| 15 ottobre 1933 - 26 novembre 1933   | 7      | Un ristorante da incubo                                        | - GDS4                                                    |
| 3 dicembre 1933 - 8 luglio 1934      | 32     | L'isola del bottino (Plunder Island)                           | - GDS5                                                    |
| 8 aprile 1934 - 17 giugno 1934       | 11     | Cartoon Club - Pete e Patsy (non fa parte di Thimble Theatre)  | - GDS19                                                   |
| 15 luglio 1934 - 12 agosto 1934      | 5      | Eccoci a casa                                                  | - GD11                                                    |
| 19 agosto 1934                       | 1      | Alla tana dei picchiatori                                      | - GDS11                                                   |
| 26 agosto 1934 - 9 settembre 1934    | 3      | Braccio di Ferro contro Kid Nitro                              | - GDS13                                                   |
| 16 settembre 1934                    | 1      | Le scommesse si pagano... care                                 | - GDS13                                                   |
| 23 settembre 1934                    | 1      | Ricomincia la danza del panino!                                | - GDS13                                                   |
| 30 settembre 1934                    | 1      | Poldo animalista... sui generis!                               | - GDS13                                                   |
| 7 ottobre 1934                       | 1      | Mosca che va, mosca che viene...                               | - GDS13                                                   |
| 14 ottobre 1934                      | 1      | Pranzetto romantico... con scroccatore!                        | - GDS13                                                   |
| 21 ottobre 1934                      | 1      | A mali estremi...                                              | - GDS13                                                   |
| 28 ottobre 1934                      | 1      | Mammo Braccio di Ferro                                         | - GDS14                                                   |
| 4 novembre 1934                      | 1      | Poldo baby-sitter profittatrice                                | - GDS14                                                   |
| 11 novembre 1934                     | 1      | Un allievo promettente                                         | - GDS14                                                   |
| 18 novembre 1934                     | 1      | Non si turba così una mamma!                                   | - GDS14                                                   |
| 25 novembre 1934                     | 1      | Braccio di Ferro va in meta                                    | - GDS14                                                   |
| 2 dicembre 1934                      | 1      | Ah, la scuola!                                                 | - GDS14                                                   |
| 9 dicembre 1934 - 30 dicembre 1934   | 4      | Braccio di Ferro e Poldo a caccia                              | - GDS15                                                   |
| 6 gennaio 1935                       | 1      | La cena in piedi                                               | - GDS15                                                   |
| 13 gennaio 1935                      | 1      | Regali per Olivia                                              | - GDS15                                                   |
| 20 gennaio 1935 - 27 gennaio 1935    | 2      | La vendetta del signor Barbaspina                              | - GDS15                                                   |
| 3 febbraio 1935 - 17 febbraio 1935   | 3      | Braccio di Ferro l'elegantone                                  | - GDS16                                                   |
| 24 febbraio 1935 - 10 marzo 1935     | 3      | Come ti educo il figlio di Bancuccia                           | - GDS19                                                   |
| 17 marzo 1935 - 31 marzo 1935        | 3      | Alle prese con Barbaspina e Bettolacci                         | - GDS19                                                   |
| 7 aprile 1935                        | 1      | Braccio di Ferro ha del "secse arpeal"!                        | - GDS19                                                   |
| 14 aprile 1935 - 25 agosto 1935      | 20     | La corsa all'oro                                               | - Parte I. GDS19 (5 tavole) - Parte II. GDS19 (15 tavole) |
| 1º settembre 1935                    | 1      | L'incontro contro Jack Lampo                                   | - GDS20                                                   |
| 8 settembre 1935                     | 1      | Andar per funghi                                               | - GDS20                                                   |
| 15 settembre 1935                    | 1      | Braccio di Ferro l'anticonformista                             | - GDS20                                                   |
| 29 settembre 1935 - 29 dicembre 1935 | 14     | Poldo ristoratore e cacciatore                                 | - GDS24                                                   |
| 5 gennaio 1936                       | 1      | Afrore di merluzzo                                             | - GDS27                                                   |
| 12 gennaio 1936                      | 1      | La gara d'imballo                                              | - GDS27                                                   |
| 19 gennaio 1936                      | 1      | IL nuovo gestore                                               | - GDS27                                                   |
| 26 gennaio 1936                      | 1      | Un buon dentista                                               | - GDS27                                                   |
| 2 febbraio 1936 - 16 febbraio 1936   | 3      | Storia di polli e di cani                                      | - GDS27                                                   |
| 23 febbraio 1936 - 12 aprile 1936    | 8      | La tenera alice                                                | - GDS27                                                   |
| 19 aprile 1936                       | 1      | Poldo colpisce ancora                                          | - GDS28                                                   |
| 26 aprile 1936 - 3 maggio 1936       | 2      | Una questione di baffi                                         | - GDS28                                                   |
| 10 maggio 1936                       | 1      | Gara per scansafatiche                                         | - GDS28                                                   |
| 17 maggio 1936                       | 1      | Pesci e biberon                                                | - GDS28                                                   |
| 24 maggio 1936                       | 1      | Il relitto                                                     | - GDS28                                                   |
| 31 maggio 1936                       | 1      | Ladro di polli… ma a stomaco pieno!                            | - GDS28                                                   |
| 7 giugno 1936                        | 1      | Quale corpo del reato?                                         | - GDS28                                                   |
| 14 giugno 1936                       | 1      | Quando si dice temperamento…                                   | - GDS35                                                   |
| 21 giugno 1936                       | 1      | Sogni e sberle                                                 | - GDS35                                                   |
| 28 giugno 1936                       | 1      | Chi dorme sul letto?                                           | - GDS35                                                   |
| 5 luglio 1936                        | 1      | Miracoli al lago                                               | - GDS35                                                   |
| 12 luglio 1936                       | 1      | Quanta fatica per un sigaro…                                   | - GDS35                                                   |
| 19 luglio 1936                       | 1      | Sculacciate e… ritorsioni!                                     | - GDS35                                                   |
| 26 luglio 1936                       | 1      | Non tutte le ciambelle…                                        | - GDS35                                                   |
| 2 agosto 1936                        | 1      | Gelosia canaglia                                               | - GDS35                                                   |
| 9 agosto 1936                        | 1      | Ritorna il Jeep!                                               | - GDS36                                                   |
| 16 agosto 1936                       | 1      | La verità a volte fa male. Molto male                          | - GDS36                                                   |
| 23 agosto 1936                       | 1      | Un bizzarro duello                                             | - GDS36                                                   |
| 30 agosto 1936                       | 1      | Le armi… sfamano!                                              | - GDS36                                                   |
| 6 settembre 1936                     | 1      | Quando si è benvoluti…                                         | - GDS36                                                   |
| 13 settembre 1936                    | 1      | Orchidee per colazione                                         | - GDS36                                                   |
| 20 settembre 1936                    | 1      | Una gallina per amica                                          | - GDS36                                                   |
| 27 settembre 1936                    | 1      | Non tutte funzionano!                                          | - GDS36                                                   |
| 4 ottobre 1936                       | 1      | Gli "allegri" rivali                                           | - GDS36                                                   |
| 11 ottobre 1936                      | 1      | Gigio sfida Braccio di Ferro                                   | - GDS37                                                   |
| 18 ottobre 1936                      | 1      | Chi turlupina chi?                                             | - GDS37                                                   |
| 27 settembre 1936 - 8 novembre 1936  | 7      | Pete and Pasty for Kids only (non fa parte di Thimble Theatre) | - GDS46                                                   |
| 25 ottobre 1936                      | 1      | Un'anatra contestata                                           | - GDS37                                                   |
| 1º novembre 1936                     | 1      | Un'eredità per poldo                                           | - GDS38                                                   |
| 8 novembre 1936                      | 1      | Poldo legge nel pensiero? Bettollacci no di certo!             | - GDS38                                                   |
| 15 novembre 1936                     | 1      | Un bel nascondiglio                                            | - GDS38                                                   |
| 22 novembre 1936                     | 1      | Un toro sulle ginocchia pesa!                                  | - GDS38                                                   |
| 6 dicembre 1936                      | 1      | Un amico per boldo                                             | - GDS38                                                   |
| 13 dicembre 1936                     | 1      | Una soluzione… radicale!                                       | - GDS38                                                   |
| 20 dicembre 1936                     | 1      | Una critica non sterile                                        | - GDS38                                                   |
| 27 dicembre 1936 - 28 febbraio 1937  | 10     | Arriva Kid Mostarda!                                           | - GDS39                                                   |
| 7 marzo 1937 - 28 marzo 1937         | 4      | Pisellino, Il Jeep e la marmellata                             | - GDS40                                                   |
| 4 aprile 1937 - 25 aprile 1937       | 4      | Il babbo non è un babbeo rimbabbionito                         | - GDS40                                                   |
| 2 maggio 1937 - 9 maggio 1937        | 2      | Braccio di Legno va a una festa                                | - GDS41                                                   |
| 16 maggio 1937                       | 1      | L'invenzione di Braccio di Ferro                               | - GDS41                                                   |
| 23 maggio 1937 - 30 maggio 1937      | 2      | Babbi e infilapannolini                                        | - GDS41                                                   |
| 6 giugno 1937                        | 1      | Uomini duri                                                    | - GDS41                                                   |
| 13 giugno 1937                       | 1      | Pisellino al concorso                                          | - GDS41                                                   |
| 20 giugno 1937                       | 1      | Più che la bellezza, poté la mucca                             | - GDS41                                                   |
| 27 giugno 1937                       | 1      | Stasera pago io!                                               | - GDS41                                                   |
| 4 luglio 1937                        | 1      | La matematica di Poldo                                         | - GDS42                                                   |
| 11 luglio 1937                       | 1      | Distrazione… amorosa                                           | - GDS42                                                   |
| 18 luglio 1937                       | 1      | Cosa non si fa, per un hamburger!                              | - GDS42                                                   |
| 25 luglio 1937 - 1º agosto 1937      | 2      | Il sigaro non fa… il monaco!                                   | - GDS42                                                   |
| 8 agosto 1937                        | 1      | La nuova strategia di Poldo                                    | - GDS42                                                   |
| 15 agosto 1937                       | 1      | Forza di volontà                                               | - GDS42                                                   |
| 22 agosto 1937                       | 1      | Poldo alla resa dei conti                                      | - GDS42                                                   |
| 29 agosto 1937                       | 1      | La minaccia di Barbaspina                                      | - GDS42                                                   |
| 5 settembre 1937 - 12 settembre 1937 | 2      | Amici per sempre?                                              | - GDS42                                                   |
| 19 settembre 1937 - 5 dicembre 1937  | 12     | La mamma di Pisellino                                          | - GDS44                                                   |
| 12 dicembre 1937                     | 1      | Addio, mondo crudele!                                          | - GDS45                                                   |
| 19 dicembre 1937 - 26 dicembre 1937  | 2      | Come un taglialegna                                            | - GDS45                                                   |
| 2 gennaio 1938 - 9 gennaio 1938      | 2      | Il caffè Barbaspina                                            | - GDS45                                                   |
| 16 gennaio 1938 - 20 febbraio 1938   | 6      | Bracco di ferro e i marziani                                   | - GDS46                                                   |
| 10 aprile 1938                       | 1      | Chi è una femminuccia, qui?                                    | - GDS49                                                   |
| 17 aprile 1938                       | 1      | Con Poldo non c'è verso                                        | - GDS49                                                   |
| 24 aprile 1938                       | 1      | Braccio di Legno e gli uccellini                               | - GDS49                                                   |
| 1º maggio 1938                       | 1      | La zuppa del contendere                                        | - GDS49                                                   |
| 8 maggio 1938                        | 1      | Una scorciatoia… per arrivare in ritardo!                      | - GDS49                                                   |
| 15 maggio 1938                       | 1      | Poldo e l'hamburger australiano                                | - GDS50                                                   |
| 22 maggio 1938                       | 1      | Hamburger & insulti                                            | - GDS50                                                   |
| 29 maggio 1938                       | 1      | C'è scorfano e scorfano                                        | - GDS50                                                   |
| 5 giugno 1938                        | 1      | Corteggiamenti poetici… e non                                  | - GDS50                                                   |
| 12 giugno 1938                       | 1      | Chi piace di più a chi                                         | - GDS50                                                   |
| 19 giugno 1938                       | 1      | Una passeggiata… gustosa                                       | - GDS51                                                   |
| 26 giugno 1938                       | 1      | Poldo non impreca mai… lui!                                    | - GDS51                                                   |
| 3 luglio 1938                        | 1      | La consapevolezza è tutto                                      | - GDS52                                                   |
| 10 luglio 1938                       | 1      | Una limonata davvero speciale                                  | - GDS52                                                   |
| 17 luglio 1938                       | 1      | Otto e l'amor proprio di Poldo                                 | - GDS52                                                   |
| 24 luglio 1938                       | 1      | Il sandwich al pane                                            | - GDS52                                                   |
| 31 luglio 1938                       | 1      | Pappamolla o degno erede?                                      | - GDS52                                                   |
| 7 agosto 1938                        | 1      | Un hamburger particolare                                       | - GDS52                                                   |
| 14 agosto 1938                       | 1      | I miei pantaoloni per un hamburger!                            | - GDS52                                                   |
| 21 agosto 1938                       | 1      | I corteggiamenti di Poldo                                      | - GDS52                                                   |
| 28 agosto 1938                       | 1      | Bettollacci e i rifiuti                                        | - GDS52                                                   |
| 4 settembre 1938 - 2 ottobre 1938    | 5      | Braccio di Legno innamorato di Olivia                          | - GDS52                                                   |

## Doc Winner
| Data pubblicazione                  | Tavole | Titolo italiano                                   | Pubblicazioni italiane |
| ----------------------------------- | ------ | ------------------------------------------------- | ---------------------- |
| 27 febbraio 1938                    | 1      | Vita da cani                                      | - GDS48                |
| 6 marzo 1938 - 20 marzo 1938        | 3      | "Glop" e ho detto tutto!                          | - GDS48                |
| 27 marzo 1938                       | 1      | Il "Trofeo Hamburger" di Poldo Wellington Sbafini | - GDS48                |
| 3 aprile 1938                       | 1      | L'altra mamma di Pisellino                        | - GDS48                |
| 9 ottobre 1938                      | 1      | Poldo e il pellicano                              | - GDS38                |
| 16 ottobre 1938                     | 1      | Un pezzo di spaghetto                             | - GDS38                |
| 23 ottobre 1938                     | 1      | Pisellino e le mele                               | - GDS38                |
| 30 ottobre 1938                     | 1      | Pisellino fa una conquista                        | - GDS38                |
| 6 novembre 1938 - 13 novembre 1938  | 2      | Questo matrimonio non s'ha da fare!               | - GDS39                |
| 20 novembre 1938                    | 1      | Storia di una vita                                | - GDS39                |
| 27 novembre 1938                    | 1      | L'hamburger taroccato                             | - GDS39                |
| 4 dicembre 1938                     | 1      | I piselli di pisellino                            | - GDS40                |
| 11 dicembre 1938 - 18 dicembre 1938 | 2      | Un'altra moglie per Braccio di Legno              | - GDS40                |
| 25 dicembre 1938                    | 1      | La sfida                                          | - GDS40                |
| 29 gennaio 1939 - 5 febbraio 1939   | 2      | Come eliminare la pancia. Seconda lezione         | - GDS42                |
| 12 febbraio 1939                    | 1      | Evviva gli spinaci!                               | - GDS42                |
| 19 febbraio 1939                    | 1      | Poldo colpisce ancora!                            | - GDS42                |
| 26 febbraio 1939                    | 1      | Il dilemma di Olivia                              | - GDS43                |
| 5 marzo 1939                        | 1      | Uno scroccone al picnic                           | - GDS43                |
| 12 marzo 1939                       | 1      | C'è orfano e orfano                               | - GDS43                |
| 19 marzo 1939                       | 1      | Poldo ventriloquo                                 | - GDS43                |
| 26 marzo 1939                       | 1      | Il ventriloquo Poldo colpisce ancora              | - GDS44                |
| 2 aprile 1939                       | 1      | Con Poldo, non c'è proprio verso                  | - GDS44                |
| 9 aprile 1939                       | 1      | Non si insultano gli spinaci                      | - GDS44                |
| 16 aprile 1939                      | 1      | Picnic a base di piovra                           | - GDS44                |
| 23 aprile 1939                      | 1      | I pro e contro della galera… per Poldo!           | - GDS44                |
| 30 aprile 1939 - 28 maggio 1939     | 5      | Braccio di Ferro e il gorilla                     | - GDS40                |
| 4 giugno 1939                       | 1      | Poldo, ipnotizzatore fallito?                     | - GDS45                |
| 11 giugno 1939                      | 1      | Bulli & pupi                                      | - GDS45                |
| 18 giugno 1939                      | 1      | Hamburger di pesce?                               | - GDS45                |
| 25 giugno 1939                      | 1      | La bella fioraia                                  | - GDS46                |
| 2 luglio 1939 - 9 luglio 1939       | 2      | La bella fioraia diventa cameriera                | - GDS46                |
| 16 luglio 1939                      | 1      | Prove di forza… per amore!                        | - GDS46                |
| 23 luglio 1939                      | 1      | Spinaci da pesca                                  | - GDS46                |
| 30 luglio 1939                      | 1      | Il marinaio Poldo                                 | - GDS47                |
| 6 agosto 1939                       | 1      | Romantici salvataggi                              | - GDS47                |
| 13 agosto 1939                      | 1      | Hamburger a sorpresa                              | - GDS47                |
| 20 agosto 1939                      | 1      | Banane e uomini preistorici                       | - GDS47                |
| 27 agosto 1939                      | 1      | Bisogna pur mangiare, però…                       | - GDS47                |
| 3 settembre 1939                    | 1      | Occhio a quello che mangi!                        | - GDS47                |
| 10 settembre 1939                   | 1      | Il picnic                                         | - GDS47                |
| 17 settembre 1939                   | 1      | Pisellino in affari                               | - GDS49                |
| 24 settembre 1939                   | 1      | Un pugno che non si dimentica                     | - GDS49                |
| 1º ottobre 1939                     | 1      | Poldo si sposa!                                   | - GDS49                |
| 8 ottobre 1939                      | 1      | Una… star per Poldo!                              | - GDS49                |
| 15 ottobre 1939                     | 1      | La ninna nanna di Pisellino                       | - GDS49                |
| 22 ottobre 1939                     | 1      | Poldo e il bambino smarrito                       | - GDS49                |
| 29 ottobre 1939                     | 1      | Pisellino difende la dispensa                     | - GDS49                |
| 5 novembre 1939                     | 1      | Gli spinaci fanno bene… se ne avanzano!           | - GDS49                |
| 12 novembre 1939                    | 1      | Una foto per Olivia                               | - GDS52                |
| 19 novembre 1939                    | 1      | A caccia d'anatre                                 | - GDS52                |
| 26 novembre 1939                    | 1      | Le ostriche di Barbaspina                         | - GDS52                |

## Tom Sims/Doc Winner/Bela Zaboly
| Data pubblicazione                | Tavole | Titolo italiano                          | Pubblicazioni italiane |
| --------------------------------- | ------ | ---------------------------------------- | ---------------------- |
| 3 dicembre 1939                   | 1      | Cambio di menù                           | - GDS55                |
| 10 dicembre 1939                  | 1      | Il morale di Pisellino                   | - GDS55                |
| 17 dicembre 1939                  | 1      | Un pappagallo per Poldo                  | - GDS55                |
| 24 dicembre 1939                  | 1      | Missione impossibile                     | - GDS55                |
| 31 dicembre 1939 - 7 gennaio 1940 | 2      | Poldo babysitter affamato                | - GDS55                |
| 14 gennaio 1940 - 28 gennaio 1940 | 3      | La proposta del signor sbraitore         | - GDS59                |
| 31 marzo 1940                     | 1      | Poldo e la contessa                      | - GDS60                |
| 7 aprile 1940 - 21 aprile 1940    | 3      | Il mangiatore di carote                  | - GDS60                |
| 28 aprile 1940                    | 1      | Nel ristorante di Barbaspina             | - GDS60                |
| 5 maggio 1940                     | 1      | La cintura della salute del dottor Poldo | - GDS60                |
| 12 maggio 1940                    | 1      | Il tamburino Willie                      | - GDS60                |
| 19 maggio 1940                    | 1      | Un giardino sulla roccia                 | - GDS60                |
| 19 maggio 1940                    | 1      | Una balia per Pisellino                  | - BDF5                 |
| 26 maggio 1940                    | 1      | Un contratto rescisso                    | - GDS60                |
| 26 maggio 1940                    | 1      | Antropologia                             | - BDF5                 |
| 2 giugno 1940 - 9 giugno 1940     | 2      | Un concorso di bellezza                  | - GDS60                |
| 2 giugno 1940                     | 1      | Una partita di golf?                     | - BDF5                 |
| 9 giugno 1940                     | 1      | Pesca con l'esca                         | - BDF5                 |
| 16 giugno 1940                    | 1      | Un singolare varo                        | - GDS60                |
| 16 giugno 1940                    | 1      | L'aiutante di Bettollacci                | - BDF6                 |
| 23 giugno 1940                    | 1      | Stratagemma matrimoniale                 | - GDS60                |
| 23 giugno 1940                    | 1      | L'albero genealogico                     | - BDF7                 |
| 30 giugno 1940                    | 1      | Poldo pompiere                           | - GDS60                |
| 30 giugno 1940                    | 1      | L'appurtamento                           | - BDF7                 |
| 7 luglio 1940                     | 1      | Gita allo zoo                            | - GDS60                |
| 7 luglio 1940                     | 1      | Il ballo in maschera                     | - BDF7                 |
| 14 luglio 1940                    | 1      | La mucca e l'ape                         | - BDF7                 |
| 21 luglio 1940                    | 1      | Un bel pic-ninc!                         | - BDF7                 |
| 28 luglio 1940                    | 1      | Una danza sulla spiaggia                 | - BDF8                 |
| 4 agosto 1940                     | 1      | Un comportamento sospetto                | - BDF8                 |
| 11 agosto 1940                    | 1      | Il pittore zucchini                      | - BDF8                 |
| 18 agosto 1940                    | 1      | Pisellino fumettiere                     | - BDF8                 |
| 22 settembre 1940                 | 1      | Due Popeye al prezzo di uno              | - BDF9                 |
| 29 settembre 1940                 | 1      | Una cuoca magnifica                      | - BDF9                 |
| 6 ottobre 1940                    | 1      | Giù la testa!                            | - BDF9                 |
| 13 ottobre 1940                   | 1      | La colletta di Pisellino                 | - BDF9                 |
| 20 ottobre                        | 1      | Un povero non vedente                    | - BDF9                 |
| 27 ottobre 1940                   | 1      | Poldo rimedia a tutto!                   | - BDF9                 |
| 3 novembre 1940                   | 1      | Il giulivo Barbaspina                    | - BDF9                 |
| 10 novembre 1940                  | 1      | Giochi di prestigio                      | - BDF10                |
| 17 novembre 1940                  | 1      | Insultatemi                              | - BDF10                |
| 24 novembre 1940                  | 1      | Quel testa di legno di Barbaspina        | - BDF10                |
| 1º dicembre 1940                  | 1      | Quando Bettollacci è in gattabuia...     | - BDF10                |
| 8 dicembre 1940                   | 1      | Il cruccio del singhiozzo                | - BDF10                |
| 15 dicembre 1940                  | 1      | Un pranzo a base d'anitra                | - BDF11                |
| 22 dicembre 1940                  | 1      | Questioni di cuore, questioni di Goon!   | - BDF6                 |
| 29 dicembre 1940                  | 1      | Gus il Goon                              | - BDF6                 |
| 5 gennaio 1941 - 12 gennaio 1941  | 2      | Un Goon in osteria                       | - BDF6                 |
| 19 gennaio 1941                   | 1      | Alla maniera dei Goon                    | - BDF11                |
| 26 gennaio 1941                   | 1      | Pugni a zonzo                            | - BDF10                |
| 2 febbraio 1941                   | 1      | Il box di Pisellino                      | - BDF10                |
| 9 febbraio 1941                   | 1      | Manteniamo le distanze!                  | - BDF10                |
| 16 febbraio 1941                  | 1      | Il sesso debole                          | - BDF10                |
| 23 febbraio 1941                  | 1      | Per divertire Pisellino...               | - BDF14                |
| 2 marzo 1941                      | 1      | Giochi di carte                          | - BDF14                |
| 9 marzo 1941                      | 1      | Zuppa d'anitra alternativa               | - BDF14                |
| 16 marzo 1941                     | 1      | Il nuovo galateo                         | - BDF14                |
| 23 marzo 1941                     | 1      | Il sommelier di panini                   | - BDF15                |
| 30 marzo 1941                     | 1      | Vendesi limonata                         | - BDF15                |
| 6 aprile 1941                     | 1      | Povero Poldo!                            | - BDF15                |
| 20 aprile 1941                    | 2      | Il ballo della gelosia                   | - BDF18                |
| 27 aprile 1941                    | 2      | Quel mazzolin...                         | - BDF18                |
| 4 maggio 1941                     | 2      | È una passeggiata!                       | - BDF18                |
| 29 ottobre 1961                   | 2      | Nonna Celesta in cucina!                 | - BDF6                 |

## Sappo
Dal 1926 al 1947 le tavole domenicali Thimble Theatre (Popeye) venivano precedute dalle strisce di apertura Sappo aventi come protagonista l'omonimo personaggio e sempre realizzate da Elzie Crisler Segar.